# Népoui
Népoui est un village de Nouvelle-Calédonie en Province Nord sur la côte Ouest de la Grande Terre, faisant partie de la commune de Poya.

## Géographie
Le village se situe sur la côte ouest de la Grande Terre, sur la presqu'île de Muéo.

## Histoire
Népoui a donné son nom à la népouite, un minéral découvert en 1907 par l'ingénieur et minéralogiste Edouard Glasser dans la mine de nickel. La népouite est un phyllosilicate de nickel de la famille des serpentines, de formule Ni3Si2O5(OH)4.

## Démographie
Népoui est un village minier d'environ 1 200 habitants (soit la plus forte concentration de population de la commune de Poya).
Davantage pluriethnique que le village-centre de Poya, beaucoup de caldoches (population néo-calédonienne de souche européenne) y sont installés.

## Économie
Népoui regroupe donc plusieurs services et commerces : poste, médecins, pharmacie, station service, quatre épiceries, une école maternelle et une élémentaire et une annexe du Collège de Koné. Lié à l'exploitation par la SLN depuis 1969 du massif de Kopéto, c'est aujourd'hui un centre industrialo-portuaire relativement important pour la Province Nord avec le port minéralier de la SLN, le futur port en eau profonde et la centrale électrique.

### Industrie
- Zone industrielle (19 terrains)
- Usine de la Société Le Nickel (SLN), entreprise minière et métallurgique
- Usine Enercal, société néo-calédonienne d'énergie

## Société

### Enseignement
- École maternelle
- École élémentaire
- Collège

### Installations sportives
- Terrains de Basket
- Salle pour les Arts martiaux, Dances, Tennis de Table et Badminton
- Terrain de Handball extérieur
- Terrains de Beach-Volley
- Terrain de Football en herbe
- Terrain de Motocross

## Lieux et monuments
- Grottes de Pindaï
- Château de Muéo